# Deep Calleth Upon Deep
Deep Calleth Upon Deep je deváté album norské skupiny Satyricon.
Příprava alba trvala necelé tři roky. Za mixem alba stojí studiový guru "Mike Fraser" který s kapelou spolupracoval již na albu Now, Diabolical z roku 2006.
Album vzniklo ve studiích v Oslo a Vancouver.

## Seznam skladeb
| Seznam skladeb alba Deep Calleth Upon Deep | Seznam skladeb alba Deep Calleth Upon Deep | Seznam skladeb alba Deep Calleth Upon Deep |
| Pořadí                                     | Název                                      | Délka                                      |
| ------------------------------------------ | ------------------------------------------ | ------------------------------------------ |
| 1.                                         | Midnight Serpent                           | 6:37                                       |
| 2.                                         | Blood Cracks Open the Ground               | 5:05                                       |
| 3.                                         | To Your Brethren In the Dark               | 6:24                                       |
| 4.                                         | Deep Calleth Upon Deep                     | 4:49                                       |
| 5.                                         | The Ghost Of Rome                          | 4:39                                       |
| 6.                                         | Dissonant                                  | 4:23                                       |
| 7.                                         | Black Wings And Withering Gloom            | 7:30                                       |
| 8.                                         | Burial Rite                                | 6:00                                       |
| Celková délka:                             | Celková délka:                             | 45:25                                      |

## Členové
- „Satyr“, vl. jm. Sigurd Wongraven, role: vokály, hlavní a rytmická kytara, baskytara, klávesy
- „Frost“, vl. jm. Kjetil Vidar Haraldstad, role: bicí a perkuse